# Калварија (Земун)
Калварија је градско насеље у Београду, Србија, лоцирано у општини Земун.

## Локација
Калварија се налази југозападно од центра Земуна. Граничи се са насељем Сава Ковачевић на северу, насељем Железничка Колонија на западу, насељем Бежанијска коса на југу, док се на истоку и југоистоку граничи са улицом Тошин бунар.
Калварија се налази на лесном брегу изнад улице Тошин бунар и протеже се до Златиборске улице. У новије време овај назив се грешком користи и за далеко новије насеље Марија Бурсаћ, које се простире од парне стране Златиборске улице све до улице Симе Шолаја. Надморска висина је 116м.

## Историја
Назив, иначе чест за одређене локације у многим градовима, Калварија је добила по католичком „крижном путу“ који је ту стајао од краја 18. века до после Другог светског рата.
У међуратном периоду на Калварији је било доста винограда, вила и летњиковаца богатијих Земунаца, јер је овај део града сматран крајњом периферијом. Сматрано је најлепшим насељем Земуна, једино је од нових насеља било уређено, за разлику од других, радничких, које су подизали сиромашнији људи. Тек после Другог светског рата плато Калварије се густо урбанизује и улази потпуно у склоп Земуна који се све брже шири. Насељавали су га Срби, Хрвати, Немци, Јевреји, Словенци. Колонизацијом после Другог светског рата досељено је становништво из Босне, чиме се пореметио национални састав као и даљи развој самог насеља, али је и до данас задржало назив Земунско Дедиње.
Насеље је претежно стамбеног типа са породичним кућама. Има три обданишта, Основну школу Раде Кончар, парк. Низак ниво подземних вода, повољност леса као подлоге чине овај део града Земуна најинтересантнијим за градњу, што се највише и дешава у улици Божидара Аџије.
Насеље је повезано са доњим Земуном и Новим Београдом степеницама. Једне силазе у улицу Прилаз (бивша Јакуба Кубуровића), друге и треће у Тошин Бунар. Интересантна чињеница је податак да су степенице које силазе до насеља Павиљони изграђене од немачких цивилних споменика. Атракција Калварије су и слабо познати бунар и бункери из Првог светског рата укопани дубоко у лесно залеђе.
Калварија је гасификована 2006. године. Калварија је одлично повезана са другим деловима града линијама градског превоза 15, 18, 77, 78, као и ноћном линијом 15.

## Карактеристике
Калварија је једно од три брда на којима је развијен Земун. Друга два су Ћуковац, до којег се Калварија простире на североистоку, и Гардош, који се налази на десној обали Дунава.
Насеље је званично названо „Марија Бурсаћ“, по југословенској партизанки и ратном хероју. То је такође и назив главне улице у насељу као и име локалне месне заједнице, општинске подадминистративне јединице која покрива Калварију и која према попису из 2002. има 11.002 становника. Околна насеља су такође названа у спомен партизанима, по Сави Ковачевићу (насеље Сава Ковачевић), као и по биткама, односно битка на Сутјесци (насеље Сутјеска).
Западни део насеља је претежно стамбени, док је источни углавном индустријски (фабрике и депои Навип, Инос метал, цигле, итд)

## Јеловац
Јеловац је парк и поднасеље у насељу Калварија. Средином 1980-их градске власти су одлучиле да ово подручје остане урбанизовано. 2007. године било је покушаја да се на овом подручју изграде стамбене зграде, али је након протеста локалног становништва та акција обустављена и започето је са реновирањем парка. Реновирање парка започело је у септембру 2007, а завршено је у априлу 2008. Отворена су нова дечја игралишта са гуменим подовима, терени за одбојку, фудбал и кошарку, као и пешачка стаза. Нова трава засађена је на површини од 6.500 m² и број стабала у парку је порастао са 254 на преко 400.
Назив парка и насеља потиче од породице Јеловац која је некад живела у Земуну. Два брата Јеловац су били власници циглане, која је касније конфискована од стране комунистичке власти након Другог светског рата. Осим индустријског објекта, породица Јеловац је такође поседовала и земљиште на чијем месту је касније изграђен парк.